# Csáfordjánosfa
Csáfordjánosfa es un pueblo húngaro perteneciente al distrito de Sopron en el condado de Győr-Moson-Sopron, con una población en 2013 de 203 habitantes.
Se han hallado restos romanos en los alrededores de la localidad, excavados en 1899 por el arqueólogo Bella Lajos. El actual pueblo fue fundado en 1939 mediante la unión de dos localidades de origen medieval, llamadas Répcejánosfa y Répcecsáford.
Se ubica unos 30 km al sureste de la capital distrital Sopron, en el límite con el condado de Vas, cerca del río Répce.